# Новоісетське
Новоісе́тське (рос. Новоисетское) — село у складі Каменського міського округу Свердловської області.
Населення — 1687 осіб (2010, 1864 у 2002).
Національний склад станом на 2002 рік: росіяни — 90 %.
Стара назва — Мала Грязнуха.